# 阿拉善披碱草
阿拉善披碱草（学名：Elymus alashanicus），一种分布于中国西北地区的禾本植物，属于禾本科披碱草属，被列为中国国家二级重点保护野生植物。

## 形态特征
阿拉善披碱草枝株（茎）高40-60厘米。秆刚硬；叶鞘紧密裹茎；叶片内卷成针状，长5-15厘米，宽1-2.5毫米，两面均被微毛或下面无毛；穗状花序直立，窄细，长5-10厘米；穗轴棱边微糙涩；小穗淡黄色，长1.2-1.7厘米，具3-6小花：小穗轴无毛；颖长圆状披针形，3脉，先端尖；第二颖长（0.6)0.8-1厘米；外稃披针形，无毛，3-5脉，先端尖或钝，无芒，第一外稃长0.8-1.1厘米；内稃与外稃等长或稍短或略长，脊微糙涩或下部近平滑；花药乳白色，长约3毫米。

## 变种
- 阿拉善披碱草（原变种） Elymus alashanicusvar. alashanica，分布于内蒙古、宁夏、甘肃
- 九峰山披碱草 Elymus alashanicusvar. jufinshanica，分布于内蒙古、宁夏、甘肃